# Studieförbundet Vuxenskolans folkbildningspris
Studieförbundet Vuxenskolans folkbildningspris, även kallat Folkbildningspriset, är ett pris som tilldelas en person som, utanför de etablerade folkbildningsorganisationerna, gjort i vid mening stora folkbildande insatser och som gör det inom de områden där Studieförbundet Vuxenskolan är verksam. Priset delas ut varannat år och prissumman är 25 000 kronor (2024).

## Pristagare
- 2015 – Ida Östensson
- 2017 – Mustafa Panshiri
- 2019 – Emma Frans
- 2021 – Stina Oscarson[1]
- 2023 – Inti Chavez Perez
- 2024 – Björn Körlof